# Polyura abrupta
Polyura abrupta är en fjärilsart som beskrevs av Johannes Karl Max Röber 1925. Polyura abrupta ingår i släktet Polyura och familjen praktfjärilar. Inga underarter finns listade i Catalogue of Life.